# Mallophora cubana
Mallophora cubana là một loài ruồi trong họ Asilidae. Mallophora cubana được Artigas & Papavero miêu tả năm 1997.